# Caccoplectus sentis
Caccoplectus sentis är en skalbaggsart som beskrevs av Chandler 1976. Caccoplectus sentis ingår i släktet Caccoplectus och familjen kortvingar. Inga underarter finns listade i Catalogue of Life.